# Іскровий розряд

Блискавка

Іскровий розряд має вигляд яскравих зигзагоподібних розгалужених ниток — каналів іонізованого газу, які пронизують розрядний проміжок і зникають, замінюючись новими. Супроводжується виділенням великої кількості теплоти і яскравим свіченням газу. Явища, які характеризують даний розряд, викликаються електронними та іонними лавинами, що виникають в іскрових каналах, де тиски збільшуються до сотень атмосфер, а температура підвищується до 10 000 К. Прикладом іскрового розряду є блискавка.
Іскровий розряд (іскра електрична) — нестаціонарна форма електричного розряду, що відбувається в газах. Такий розряд виникає зазвичай при тиску порядку атмосферного і супроводжується характерним звуковим ефектом — «тріском» іскри. Температура в головному каналі іскрового розряду може досягати 10 000 К. У природі іскрові розряди часто виникають у вигляді блискавок. Відстань, яку «пробиває» іскра в повітрі, залежить від напруги. Вважається, що блискавка виникає при напруженості електричного поля 34 кВ/см (3,4 МВ/м).

## Умови виникнення
Іскровий розряд зазвичай відбувається, якщо потужність джерела енергії недостатня для підтримання стаціонарного дугового розряду або тліючого розряду. У цьому випадку одночасно з різким зростанням розрядного струму напруга на розрядному проміжку протягом дуже короткого часу (від кількох мікросекунд до декількох сотень мікросекунд) падає нижче напруги згасання іскрового розряду, що призводить до припинення розряду. Потім різниця потенціалів між електродами знову зростає, досягає напруги запалювання і процес повторюється. В інших випадках, коли потужність джерела енергії досить велика, також спостерігається вся сукупність явищ, характерних для цього розряду, але вони є лише перехідним процесом, що призводить до встановлення розряду, іншого типу — найчастіше дугового.